# Cromwell (stridsvagn)
Cruiser Tank Mk VIII, Cromwell (A27M), var en brittisk stridsvagn från andra världskriget och som namngavs efter Oliver Cromwell. Stridsvagnen kom att bli en av de framgångsrikaste av de brittiska "kryssarstridsvagnarna" (motsvarande andra länders medeltunga stridsvagnar), då den kombinerade en kanon som både lämpade sig mot mjuka och hårda mål, hög hastighet och relativt bra bepansring. Senare under kriget skulle den bli den vanligaste brittisktillverkade stridsvagnen i användning och kom även att tjänstgöra jämsides med M4 Sherman. Den kom senare att vidareutvecklas till stridsvagnen Comet.

## Utveckling
Cromwell var resultatet av en vidareutveckling av de brittiska kryssarstridsvagnarna och konstruerades för att ersätta Crusader-stridsvagnarna som höll på att föråldras. 1941 gav den brittiska generalstaben sina specifikationer för en ny stridsvagn.
På grund av den typiskt framhetsade produktionen och brister på komponenter kom den första prototypstridsvagnen, benämnd Cruiser tank Mk VII "Cavalier", att lida av många barnsjukdomar och kom aldrig i tjänst. Ett av de största problemen låg hos dess Liberty L-12-motor som helt enkelt inte kunde uppfylla kraven.
En ny motor, som baserade sig på den kraftfulla Rolls-Royce Merlin-flygmotorn (som bland annat användes i Supermarine Spitfire) utvecklades och kallades för Meteor. Den viktigaste skillnaden var att Meteor-motorn saknade kompressor, vilket sänkte motoreffekten. I övrigt handlade skillnaderna endast om smärre detaljer. Samtidigt planerades en ny stridsvagn för att möta samma specifikation som Cavalier misslyckats med att uppfylla, nu under beteckningen A27 Mk VIII. A27 projekterades i två versioner, en med den gamla Liberty-motorn och beteckningen A27L Centaur och en med den nya Meteor-motorn under beteckningen A27M Cromwell. Den senare skulle då fullt kunna utnyttja den extra kraft som nu fanns tillgänglig, 570 hk (425 kW) jämfört med 395 hk (295 kW) för Liberty-motorn.
A27L Centaur I sattes i produktion i juni 1942, och i januari 1943 inleddes till slut även tillverkningen av A27M Cromwell I.
De första versionerna var utrustade med ROQF 6-pdr, men redan 1943 togs beslut att utrusta stridsvagnen med en tyngre pjäs. I oktober samma år inleddes så produktionen av Cromwell IV utrustad med den nya ROQF 75 mm-kanonen. Pjäsen var baserad på den mindre 6-pundskanonen, och kunde använda amerikansk 75 mm ammunition. Även Centaur-stridsvagnen kom att utrustas med den tyngre pjäsen på varianten Centaur III, men den kom att tillverkas endast i begränsat antal.
Av bägge stridsvagnarna togs också varsin variant för närunderstöd fram, utrustad med en kortpipig 94 mm-pjäs. Dessa bar beteckningarna Cromwell VIII respektive Centaur IV.

### FV 4101 Charioteer
Tidigt på 1950-talet ville man ge extra eldkraft åt de brittiska pansarstyrkorna. Vissa Cromwell-vagnar erhöll därför en 20-pundskanon (kaliber 84 mm, samma som utnyttjades av Centurionstridsvagnen) i ett nytt torn. Resultatet kallades för FV 4101 Charioteer tank destroyer, och klassificerades alltså som pansarvärnskanonvagn då dess pansarskydd var för svagt för att kunna mäta sig med moderna stridsvagnar. Omkring 200 enheter byggdes om till denna standard av Robinson and Kershaw Ltd i Cheshire. I praktiken kom Charioteer-stridsvagnen endast att utnyttjas av brittiska territorialstyrkor, och i slutet av 50-talet såldes de flesta till Finland, Jordanien och Österrike. Vissa av de jordanska Charioteer-vagnarna gavs senare till Libanon. Flera av dem användes av PLO mot israeliska styrkor i södra Libanon under Operation Litani (1978). Österrike köpte 80 stridsvagnar.

## Användning

### Andra världskriget
Cromwell-stridsvagnens kanske viktigaste bidrag till de brittiska stridsvagnsstyrkorna var det faktum att när den kom 1943 fick de brittiska pansartrupperna äntligen en modern stridsvagn att öva med inför den kommande landstigningen i Normandie. Framförallt det ökade pansarskyddet och den kraftiga huvudbeväpningen (på Cromwell IV) var ett stort steg framåt.

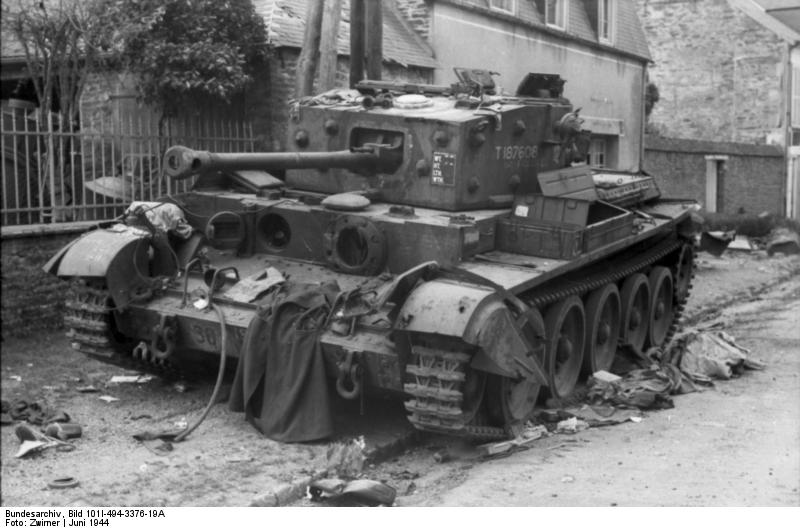
Förstörd Cromwell i Villers-Bocage.

Samtidigt togs ett beslut att ersätta Cromwell med den amerikansktillverkade M4 Sherman i de brittiska pansarförbanden. Orsaken till detta var att en standardisering skulle underlätta för underhållet och logistikplaneringen. Cromwell blev trots det aldrig helt ersatt av M4 Sherman. Veteranförbandet 7. pansardivisionen "Ökenråttorna", 7th Armoured Division, utrustades med Cromwell-vagnar, och i de flesta andra brittiska divisionerna ingick Cromwell i divisionernas spaningförband. Cromwell var mycket uppskattad av de brittiska besättningarna. Den var snabb och hade en lägre profil än M4 Sherman. Pansaret var tjockare än på M4 Sherman, men den brittiska stridsvagnens pansar var mindre sluttat och därför mindre effektivt än den amerikanska stridsvagnens. 75 mm-kanonen kunde avfyra en användbar spränggranat, och även om inte var lika effektiv mot de tyska tunga stridsvagnarna som ROQF 17-pdr som installerats i Shermanvagnens Firefly-variant, var den effektiv mot de medeltunga stridsvagnar som utgjorde huvuddelen av de tyska pansarstyrkorna.
Det var Cromwell-vagnar ur 7. pansardivisionen som fick ta den värsta stöten under de berömda striderna i Villers-Bocage när en PzKpfw VI Tiger under befäl av Michael Wittman stoppade ett brittiskt försöka att bryta sig ut ur brohuvudet i Normandie den 13 juni 1944.
Centaur användes huvudsakligen för utbildning, endast de som utnyttjades i specialroller kom i stridskontakt. Närunderstödsversionen Centaur IV tjänstgjorde med de brittiska marinstyrkorna på dagen D, och även om tanken varit att dra bort dem efter de inledande striderna på stränderna, gjorde de så god tjänst att de fick fortsätta i främsta linjen i ytterligare ett par veckor under striderna i la bocage, det normandiska häcklandskapet.
Cromwell kom senare att ersättas av ett litet antal Comet-stridsvagnar. Trots att Comet var närbesläktad med Cromwell och hade vissa komponenter gemensamma, var den en betydligt bättre stridsvagn med sin 77 mm-kanon, en vidareutveckling av den brittiska 17-pundskanonen.
Förutom av den brittiska armén användes Cromwell även av den 1. polska pansardivisionen (endast i spaningsregementet) och av 1. avdelta tjeckoslovakiska pansarbrigadgruppen "CSIABG", som hade den som huvudsaklig beväpning.

### Kalla kriget
Efter andra världskriget kom Cromwell att fortsätta i brittisk tjänst. Ett begränsat antal sändes till Koreakriget där de tjänstgjorde i 8th King's Royal Irish Hussars spaningsavdelning. Åtminstone en Cromwell erövrades av de kinesiska styrkorna och sattes in i strid mot FN-förbanden. Den förstördes i strid av Centurion-stridsvagnar ur 8th KRIH.
Vissa vagnar användes av den brittiska armén så sent som in på 1960-talet för skolnings- och övningsändamål. Vid det laget var Cromwell-stridsvagnarna hopplöst omoderna, och i praktiken chanslösa i strid mot andra stridsvagnar.

### I israelisk tjänst
Den underjordiska israeliska armén Haganah skaffade de två första Cromwell-vagnarna innan landets självständighet när två brittiska stridsvagnssoldater deserterade och tog sina stridsvagnar med sig. Den ursprungliga planen gick ut på att försöka få fler stridsvagnar, men på grund av avsaknaden av soldater med erfarenhet av stridsvagnar misslyckades detta.
Tillsammans med tio lätta franska Hotchkiss H-39-stridsvagnar utgjorde de stommen på den första israeliska pansarbrigaden, 8. brigaden. Den 8. brigaden leddes av Yitzhak Sadeh och kom att få sitt elddop den 10 juli i samband med erövrandet av Lods flygfält (RAF Lydda, numera Ben Gurions internationella flygplats), innan deras anfall körde fast då de mötte motstånd från Arablegionens pansarbilar av typen Marmon-Herrington Mk IVF nära byn Beit Nabala, och kunde inte delta i anfallet mot själva staden Lod som ägde rum samtidigt. Operationen lyckades trots detta missöde, då israeliskt infanteri undestödda av Moshe Dayans 89. kommandobataljon erövrade staden.
Den 14 juli ledde en Cromwell tillsammans med fyra andra stridsvagnar ännu ett anfall mot Latruns Tegart-fort. Försvararna hade endast en 6-punds pansarvärnskanon, men anfallet misslyckades trots det då Cromwell-vagnens pjäs fick problem och vände om till Lydda för att hämta nödvändiga verktyg. Till följd av språkförbistring, befälhavaren för Cromwell-vagnen var en brittisk desertör som enbart talade engelska medan befälhavaren för den andra stridsvagnen i kolonnen inte förstod språket, följde de övriga stridsvagnarna efter. Infanteriet vågade inte storma fortet utan pansarunderstöd, och de jordanska försvararna som redan börjat dra sig tillbaka kunde återta ställningarna i fortet. Misslyckandet fick till följd att de jordanska styrkorna behöll kontrollen över Tel Aviv-Jerusalem vägen när vapenstilleståndsavtalet ingicks. Enligt arabiska uppgifter förstördes alla fem stridsvagnarna av den enda 6-pundskanonen, och denna uppgift återges även i vissa tryckta källor. Det verkar dock mycket osannolikt att den israeliska pansarbrigaden skulle ha kunnat ta sådana förluster och ändå vara i stridsdugligt skick i oktober.
De israeliska Cromwell-vagnarna deltog i strid även i Negev i samband med Operation Tio Plågor (även känd som Operation Yoav), som inleddes den 15 oktober. Ett anfall mot Iraq el-Manshiya slogs tillbaka, efter att en av de två medverkande Cromwell-vagnarna skadats, en av fyra understödjande Hotchkiss-vagnar fallit ner i ett stridsvagnsdike och infanteriet tagit svåra förluster. Ytterligare tre Hotchkiss-vagnar hade opererat i utkanten av slagfältet, där de säkrat vägen mellan byn och Falluja, vilket innebar att 8. Brigaden sammanlagt satt in nio stridsvagnar i en och samma operation.
Trots misslyckandet med att erövra Iraq el-Manshiya, byn skulle inte falla förrän i januari följande år, var Operation Tio Plågor en framgång, och belägringen av de israeliska samhällena i Negev hävdes. Även Be'er Sheva, det bibliska Beer Sheba, Negevs största stad och en strategisk knutpunkt i områdets vägnät, erövrades.
Efter kriget verkar Cromwell-vagnarna ha tagits ur tjänst rätt omgående, och den israeliska stridsvagnskåren utrustades istället med Sherman-stridsvagnar som fanns i stora mängder efter andra världskriget.

### I grekisk tjänst
Som ett led i den brittiska hjälpen till regeringssidan i det grekiska inbördeskriget erbjöd den brittiska regeringen Grekland 52 Centaur I och III 1946. Dessa kom att utgöra de första stridsvagnarna i den grekiska armén efter andra världskriget, men det skulle dröja till 1947 eller 1948 innan de var operativa. Centaur-vagnarna, som gick under den grekiska beteckningen Kentavr, sattes omedelbart i strid mot de kommunistiska gerillastyrkorna. På grund av att gerillan saknade egna stridsvagnar och led stor brist på tyngre vapen var den relativt lätta bepansringen inget problem, och trots den svåra terrängen i de grekiska bergen gjorde Centaur-vagnarna bra ifrån sig.
Organisatoriskt så grupperades Centaur-vagnarna först i tre regementen, med beteckningarna II., IX. och XI., men redan i januari 1949 döptes de om till 381., 382. respektive 383. regementet. I oktober slogs sedan de tre regementena samman till ett regemente, 391. Kentavrosregementet, i vilken stridsvagnarna tjänstgjorde tills de fasades ut till förmån för M47 Patton så sent som 1962. De flesta vagnarna, kanske till och med alla, verkar ha varit beväpnade med 6-pundskanonen. Vissa utrustades med en tung Browning M2 kulspruta på tornet.

### I portugisisk tjänst
Ett antal Centaur I levererades till den portugisiska armén, den första 1945 kort innan krigsslutet. De var i tjänst till dess att de ersattes med M47 Patton 1955.

### Charioteer
Charioteer skapades som en nödlösning när den brittiska försvarsmakten kom fram till att man helt enkelt saknade tillräckligt många stridsvagnar utrustade med en så kraftig beväpning att de kunde möta Warszawapaktens pansarstyrkor i strid. Svaret var att konvertera gamla Cromwell-chassin, och dessa utrustades alltså med samma 20-pundskanon som tidiga versioner av Centurion bar i ett nytt torn. Bepansringen var fortfarande alltför klen, varför de i brittisk tjänst endast fick en kort karriär i reservförband, innan de exporterades eller skrotades.
I januari 1958 levererades de två första Charioteer Mk VII Model B till finska försvarsmakten. Dessa utgjorde de första "nya" stridsvagnarna efter andra världskrigets slut, och köptes tillsammans med ett antal Comet-stridsvagnar. Samtidigt beställdes också toppmoderna T-54 från Sovjetunionen, och i efterhand har det framkommit uppgifter om att försvarsministeriet drev igenom den brittiska affären mot försvarets vilja som en politisk markering. Charioteer-vagnarnas mottagande var blandat. De första leveranserna beskrevs entusiastiskt av i pansargillets tidning Panssari, och toppfarten var till och med aningen bättre än för T-54/55. Däremot var vagnarna hopplöst omoderna, främst vad gällde bepansring, och en överste beskrev hur "de på den engelska surplusmarknaden inköpta Comet- och Charioteer-vagnarna börjar falla i bitar". Samtidigt gick det inte att bortse ifrån att de brittiska vagnarna utgjorde en tredjedel av den finska pansarbrigadens stridsvagnspark 1968 (T-54/55 utgjorde resterande två-tredjedelar), och att det var först i och med dessa inköp som de krigstida vagnarna till slut kunde pensioneras. Ännu så sent som i slutet av november 1959 ingick bland annat 20 T-26 i pansarbrigaden. 1975 fanns ännu 22 Charioteer kvar i tjänst, medan Comet-vagnarna hade pensionerats. Under de följande tio åren ströks även de sista Charioteer-vagnarna ur rullorna. Sammanlagt tjänstgjorde 37 vagnar i pansarbrigaden.
Österrike köpte 56 vagnar 1956. Dessa hade en relativt händelselös karriär i Panzerbattalion 4. i Graz fram till att de ersattes av M47 Patton och togs ur tjänst 1965.
Jordanien köpte sammanlagt 24 vagnar 1954. Ett antal av dessa såldes eller donerades vidare till Libanon, där de kom att delta i strid under det Libanesiska inbördeskriget. Ett antal vagnar var uppenbarligen i tjänst hos PLO, och två vagnar i tjänst hos terrorister erövrades av israeliska styrkor 1978.

## Teknisk beskrivning
Cromwell var bland de snabbaste stridsvagnarna som var i tjänst under andra världskriget, och kunde komma upp i 61 km/h. Tack vare upphängningen var Cromwell mycket smidig att framföra i terrängen. Den för dubbelt syfte använda 75 mm kanonen avfyrade samma ammunition som den amerikanska 75 mm-kanonen, och hade långt motsvarande prestanda som den amerikanska Sherman-stridsvagnens standardbeväpning. Pansartjockleken var mellan 8 mm och 76 mm tjock på Cromwell IV men maxtjockleken utökades senare till 101 mm för Cromwell VII. De brittiska Cromwell-vagnarna var dock ingen match mot de tunga tyska stridsvagnarna, vilket ledde till utvecklingen av stridsvagnen Comet.

## Varianter
Cavalier

Föregångare till Centaur/Cromwell. Stannade på prototypstadiet, men vissa lösningar kom att användas på de efterföljande konstruktionerna.
Centaur I

Första varianten. Bestyckad med 6-pundskanonen (med 64 skott). Användes endast för träning.
Centaur II

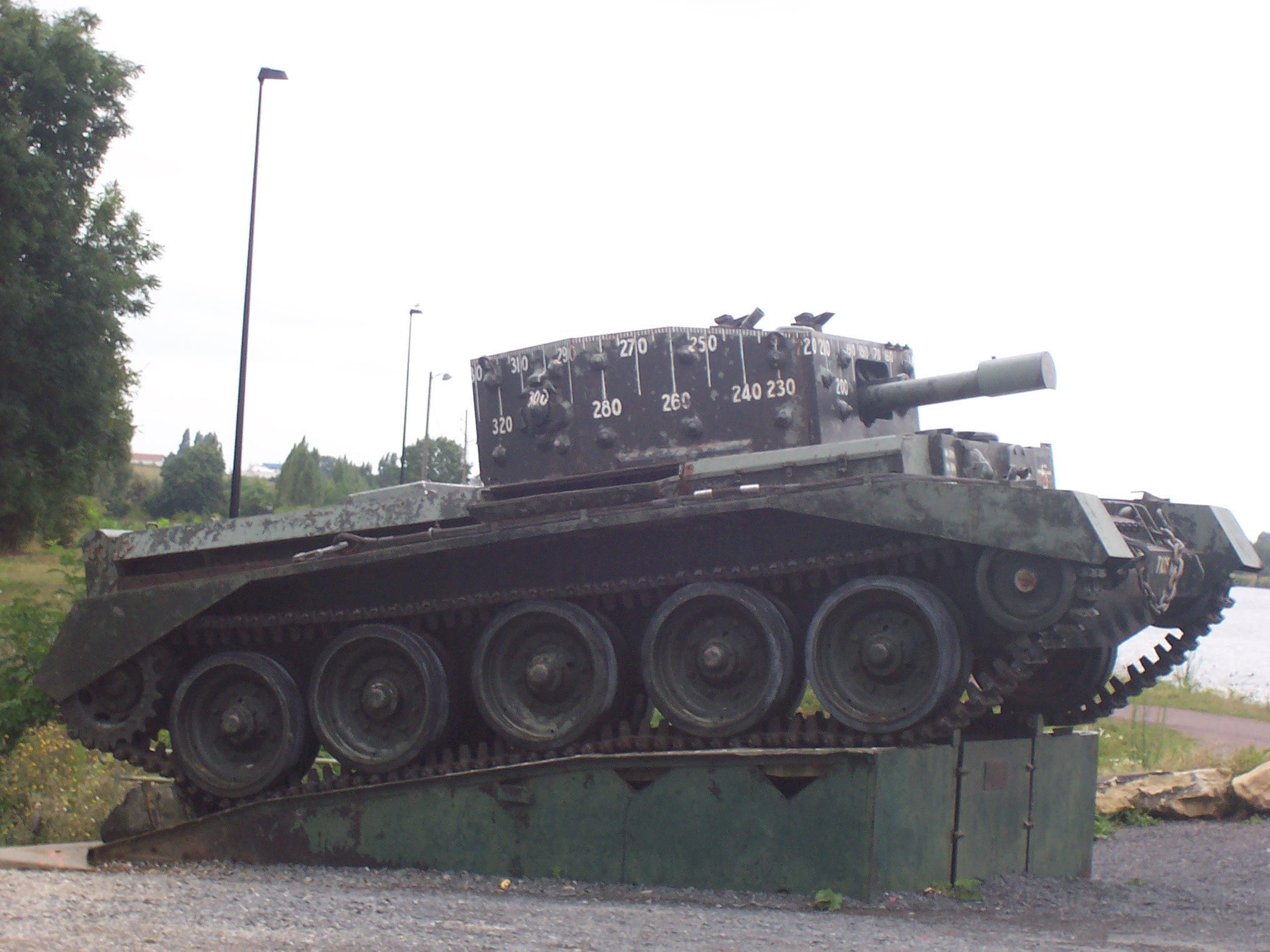
Centaur IV

Mark I med bredare band och avsaknad av chassikulspruta. Endast för tester.
Centaur III

Centaur bestyckad med 75 mm ROQF Mk V-kanonen. Tillverkades endast i begränsat antal.  År 1943 byggdes de flesta Centaur I om till version III, men vissa förblev version I.
Centaur IV (80)

Centaur bestyckad med en 94 mm haubits (51 skott) för närunderstöd. Deltog i strid med Royal Marines Armoured Support Group, den brittiska marinkårens bepansrade understödsgrupp. Fordonen utrustades för djupvadning för att kunna verka i samband med landstigningsoperationer. Motorerna utrustades med höga luftrör och gjordes vattentäta, och vapen täcktes med skydd.
Centaur III/IV, AA Mk I

Centaur-chassi med Mk II lv-tornet från Crusader AA, men bestyckat med två 20 mm Polsten lv-kanoner istället för Oerlikon-kanoner som på Crusadern. Användes ursprungligen i Normandie, men drogs tillbaka som obehövliga då de allierade hade totalt luftherravälde.
Centaur III/IV, AA Mk II

Använde en Crusader III som chassi, Mk III lv-tornet var bestyckat med två 20 mm Polsten lv-kanoner.
Cromwell I (600)

Motsvarande Centaur I, men hade en Meteormotor. Endast ett fåtal byggdes, innan man bytte från en 6-pundskanon (57 mm, 64 skott) till en 75 mm-kanon.
Cromwell II

Ökad bandbredd och borttagen chassikulspruta för att utöka lagringsutrymmet.  Ingen produktion.
Cromwell III (~200)

Centaur I uppgraderad med en Meteor V12-motor. Få tillverkades på grund av litet antal Centaur I.
Cromwell IV (1 935+)

Huvudsaklig version bestyckad med 75 mm ROQF Mk V-kanonen. Den mest tillverkade varianten.
Cromwell IVw

Meteormotor och ett helsvetsat chassi, det helsvetsade chassit innebar att vikt sparades och dea vagnar utrustades med tilläggspansar på tornfronten och frontpansaret.
Cromwell Vw

Cromwell som utrustats med 75 mm kanon från början. Fogarna i chassit var svetsade i stället för fastsatta med nitar.
Cromwell VI

Cromwell bestyckad med en 94 mm haubits för infanteriunderstöd.
Cromwell VII (~1500)

Cromwell IV och V uppgraderade med bredare band, 15,5" mot de ursprungliga 14".
Cromwell VIIw

Cromwell Vw ombyggd till Cromwell VII-standard.

## Fordon baserade på Cromwells chassi

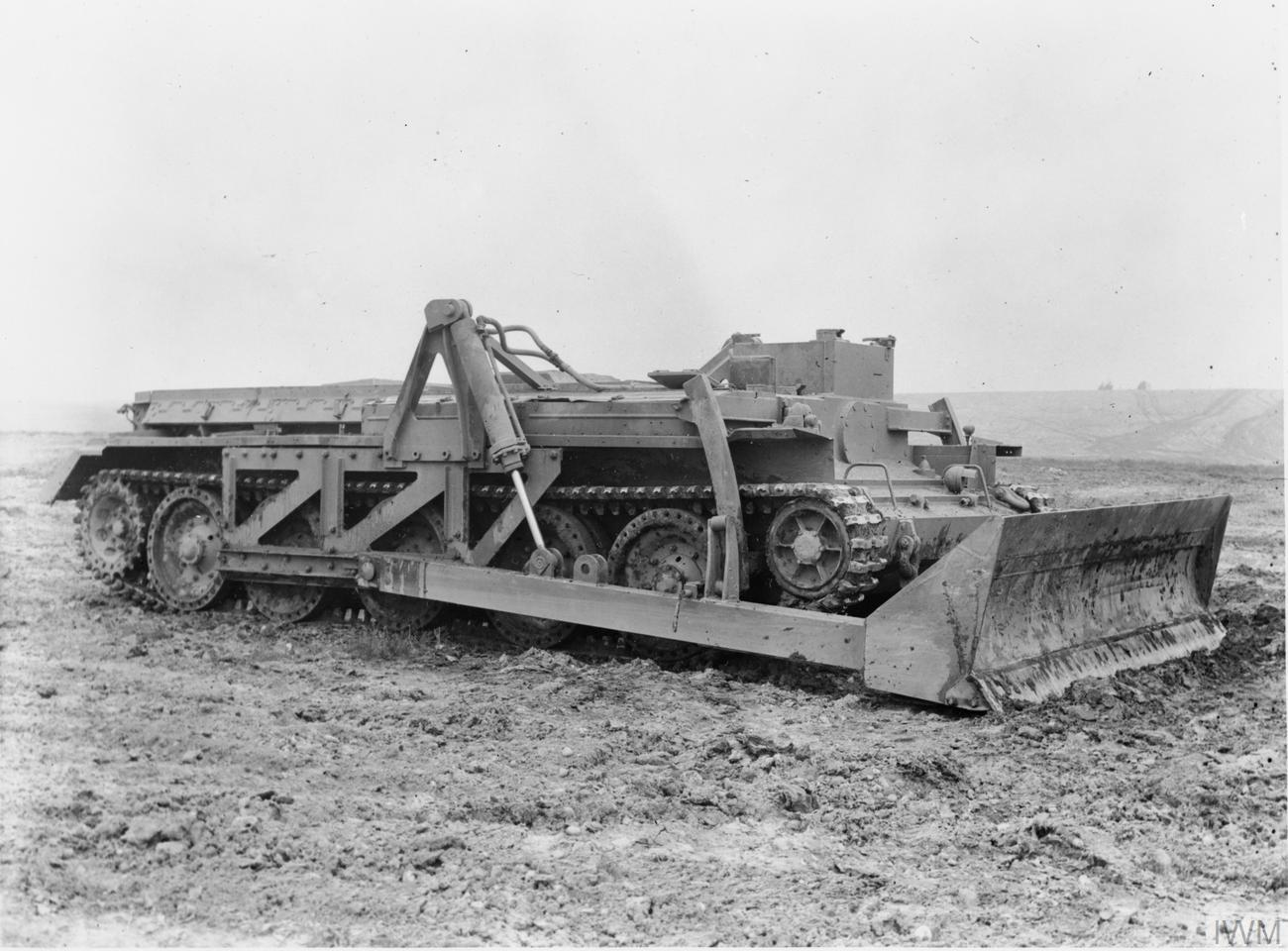
Centaur bulldozer.

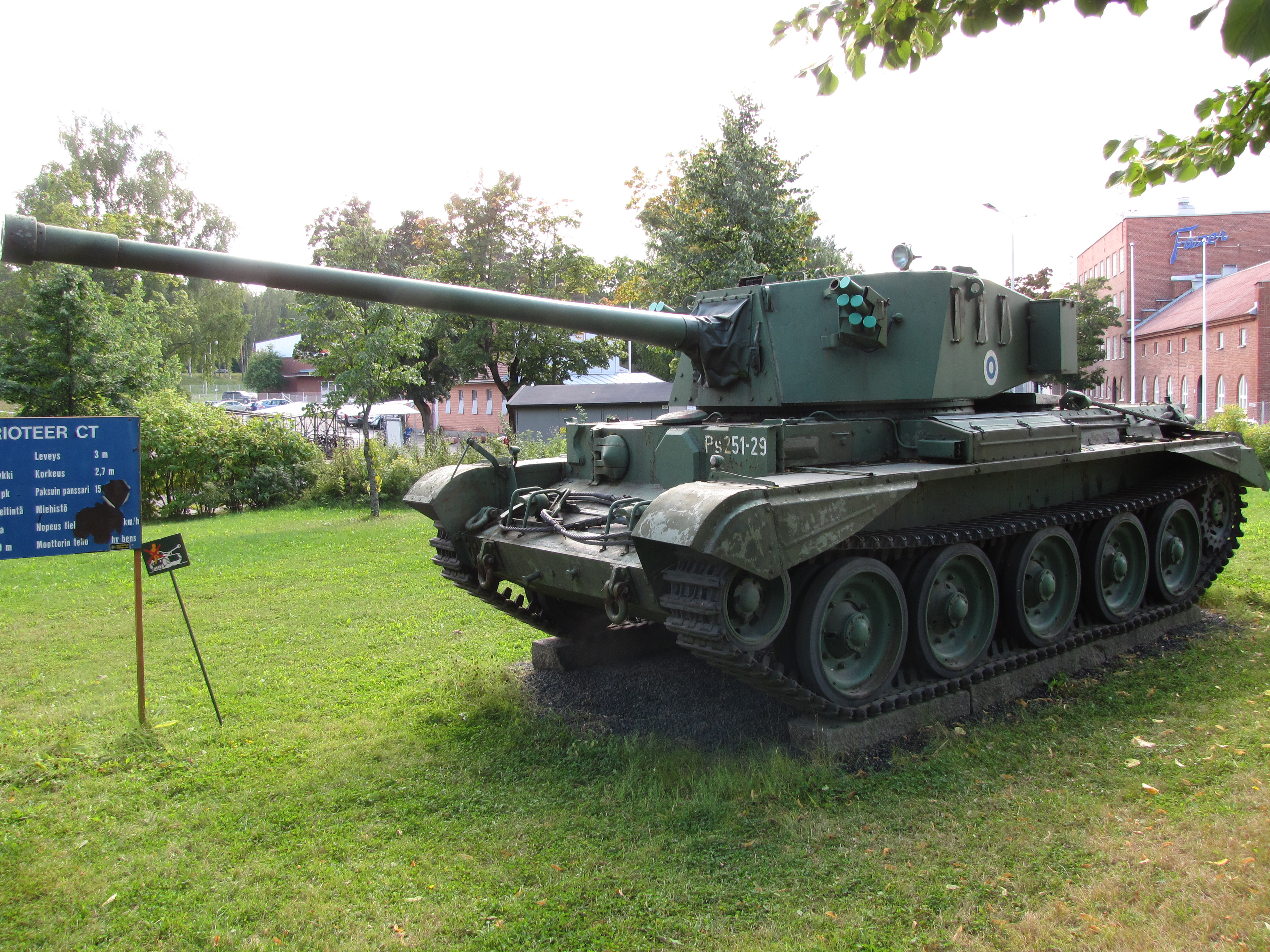
Charioteer Ps 251-29 i Villmanstrand.

- Cruiser Tank, Challenger (A30)

Designen kombinerade ett förlängt Cromwellchassi och 17-pundskanonen i ett nytt torn. Såg endast begränsad användning då Sherman Firefly visade sig vara en överlägsen konstruktion på de flesta punkter.
- SP 17pdr, A30 (Avenger)

En Challengerversion med öppet torn.
- A33

Tung stridsvagn med kraftig bepansring för infanteriunderstöd. Stridsvagnen var klar att sättas i produktion 1944, men projektet avbröts istället.
- Centaur Dozer

En Centaur som saknade torn och som utrustats med ett enkelt schaktblad som styrdes med en vinsch. Detta var ett av de så kallade Hobart's Funnies speciellt framtagna för understödsuppgifter.
- Centaur OP

En Centaur med en falsk huvudkanon och extra radioapparater för eldledningsuppgifter.
- Centaur Kangaroo

En Centaur som saknade torn för användning som pansarskyttefordon. (Endast ett fåtal tillverkades)
- Centaur ARV

En Centaur som saknade torn och som istället utrustats med en vinsch och bärgningsutrustning.
- Cromwell OP

Cromwell IV, Cromwell VI, eller Cromwell VIII utrustad med extra radioutrustning och vars huvudkanon ersatts med en falsk kanon för eldledningsuppgifter.
- Cromwell ARV

En Cromwell som saknade torn och som istället utrustats med en vinsch och bärgningsutrustning.
- FV 4101 Charioteer

Cromwell som utrustats med ett nytt torn med 20-pundskanon. 200 modifieringar genomfördes under 1950-talet. Varianten gjorde endast begränsad tjänst i brittiska armén innan de flesta vagnarna såldes på export, bland annat till Finland.

## Bevarade fordon
Ett stort antal fordon har bevarats. Av naturliga orsaker är största delen Cromwell-vagnar. Sammanlagt nitton vagnar är restaurerade, och ytterligare åtta vrak är i sådant skick att en restaurering kan vara möjlig. Till dem kommer ett antal torn. En Cromwell IV är i körskick, den återfinns i Arméns tekniska museum i Lesny, Tjeckien. Bland andra Kubinka stridsvagnsmuseum, Bovington stridsvagnsmuseum, Musée des Blindés (i Saumur) och Nationella krigs- och motståndsmuseet i Overloon, Belgien, har alla varsin Cromwell utställd. I Bovington finns även det enda bevarade vraket av en A34 Cavalier, och en Centaur Dozer, medan den enda restaurerade Challenger-vagnen hittas i Overloon. Musée des Blindés har dessutom en Centaur. Två Cromwell, den ena utan originalpjäs, finns i Pansarkårens museum i Latrun, Israel, medan en Cromwell finns i Australien. Anmärkningsvärt är att åtminstone en restaurerad Cromwell och fyra vrak kommer från CSIABG. Flera av dessa hade efter kriget blivit konverterade för arbete i stenbrott och vid brytning av kol, och saknar därför sina ursprungliga torn. Av Portugals Cromwell-vagnar finns åtminstone fem stycken bevarade som minnesmärken, ett flertal av dem på olika garnisoner. En Cromwell finns också på "Ökenråttornas" minnesmärke i Thetford Forest utanför Norfolk.
Sex Centaurer, varav två i kördugligt skick, och åtta Centaur Dozer finns bevarade (inklusive de ovannämnda). Grekiska arméns pansarmuseum utanför Aten har en Centaur med 6-pundskanon, medan en Centaur IV står som minnesmärke vid Pegasus Bridge i Orne, Frankrike. Sammanlagt åtta vrak finns bevarade, av vilka två ligger på havsbotten utanför West Sussex.
Förutom Challenger-vagnen i Overloon finns ytterligare ett vrak i Storbritannien. Denna vagn ska enligt planerna restaureras och ställas ut på Bovington.
Ett trettiotal Charioteer-vagnar finns kvar, majoriteten av dem kommer från finska armén. Tretton vagnar är restaurerade. Av dessa ingår två i monumentet "Hope for Peace" i Beirut, medan ytterligare en av de ex-jordanska vagnarna som gavs till Libanon står som monument i Tyros. En ex-jordansk vagn som tagits som krigsbyte när de stred i PLO:s tjänst 1978 står utställd i Pansarkårens museum i Latrun. Även i Bovington, på Östra Englands militärmuseum i Thetford, och på Militärhistoriska museet i Wien finns restaurerade Charioteer-vagnar. Fem restaurerade vagnar finns också utställda runt om i Finland, inklusive två på Parola stridsvagnsmuseum. Ett antal Charioteer-vagnar auktionerades ut av finska försvarsmakten i oktober 2007. Ett okänt antal ex-jordanska vagnar finns även kvar i Libanon i varierande skick.

## Användare
- Grekland - 52 Centaur i tjänst 1946-1962.
- Finland - 37 Charioteer i begränsad tjänst (främst skolning).
- Israel - Två Cromwell i tjänst 1948-1949.
- Jordanien - 24 Charioteer inköpta 1954.
- Kina  - En erövrad Cromwell sattes in mot brittiska styrkor under Koreakriget.
- Libanon - Ett okänt antal ex-jordanska Charioteer-vagnar.
- PLO - Ett okänt antal ex-jordanska Charioteer-vagnar.
- Polen - Begränsad användning av Cromwell i brittiskutrustade exilförband under andra världskriget.
- Portugal - Ett okänt antal Centaur I i tjänst 1945-1955.
- Storbritannien - Huvudsaklig användare.
- Tjeckoslovakien - Cromwell i brittiskutrustade exilförband under andra världskriget.
- Österrike - 56 Charioteer 1956-65.